# Segundo combate naval de Antofagasta
El segundo combate naval de Antofagasta corresponde a un combate se realizó entre el blindado peruano Huáscar contra los buques chilenos Abtao, Magallanes y las defensas de tierra de Antofagasta durante la Guerra del Pacífico.

## Antecedentes
El Huáscar y el transporte Oroya zarpan de Iquique, el 25 de agosto, en la madrugada y se dirigen a Antofagasta. Llegan en la noche del día siguiente a las 22.00 horas. 
El Huáscar entra a puerto y el Oroya espera afuera. Escondidos detrás de los buques neutrales se hallan los buques chilenos: cañonera Magallanes, corbeta Abtao y transporte Limari. El Huáscar avanza hasta colocarse, a las 03.00 A.M., a 300 metros de la Abtao y de la Magallanes y lanza un torpedo autopropulsado Lay contra a la Abtao, desde la amura de babor, torpedo que falla porque, durante la ejecución de la orden de arriar y activar el torpedo por tarde del técnico extranjero encargado, este se golpeó fuertemente en dos ocasiones contra el casco estropeando su mecanismo de guiado, al punto que, luego de ser lanzado, describe un círculo en su trayectoria dirigiéndose hacia el Huáscar, pero el teniente 2° Fermín Diez Canseco Coloma se lanza al mar a fin de desviarlo consiguiéndolo, saliendo en un bote el teniente Carlos de los Heros y el aspirante de marina Manuel Elías Bonnemaison a recoger el torpedo. A las 7:35 A.M. se izaron el bote y el torpedo en las afueras de Antofagasta y el Huáscar, por orden de Grau, se retira del puerto.
Tres días después del fracasado intento de torpedear a los buques chilenos, en su cuarta correría, el Huáscar retornaba a Antofagasta para rastrear el cable submarino y cortarlo. Anteriormente, el Huáscar había cortado el cable submarino de Antofagasta el 27 de mayo de 1879, tras el Primer combate naval de Antofagasta. En esos tres días el blindado peruano había visitado Taltal. Los torpedos Lay fueron transferidos al Oroya y almacenados ahí. No servían para nada y a la vez eran peligrosos a bordo del Huáscar, pues podían estallar en combate. Posteriormente los torpedos que también podían operarse desde playa fueron llevados a Iquique, donde fueron hallados posteriormente por las fuerzas chilenas de ocupación.
Regularmente, estaba el blindado chileno Blanco Encalada en Antofagasta, pero el 22 de agosto de 1879, salió al mando del capitán de fragata Juan Esteban López, junto con el transporte artillado Itata, a reconocer un buque sospechoso que se presentó frente a Paposo y que resultó ser el vapor chileno Toro. En la noche del 26 estuvo en la altura de la desembocadura del río Copiapó, esperando a que pase el Huáscar. El 28, en Taltal, es informado de la presencia del Huáscar en Antofagasta por un vaporcito enviado desde tierra y navega al norte para darle caza.

## Combate

### Primera fase
El Huáscar entró a puerto a las 11 a. m., reconoció a la barca inglesa Brikby y luego se dedicó a rastrear el cable submarino de Antofagasta. Mientras efectuaba esa operación, a la 1:35 p. m., la corbeta chilena Abtao, al mando del capitán Aureliano Sánchez, le dispara un tiro con uno de sus cañones de 150 libras de cubierta. El comandante del Huáscar, Miguel Grau, ordena zafarrancho de combate y se iza el pabellón peruano confeccionado por las damas de Trujillo. A los tiros le siguen los de la cañonera Magallanes, al mando del capitán Juan José Latorre. La distancia entre los buques chilenos y el peruano es de 4 mil metros.
A la 1:50 p. m., el Huáscar avanza al puerto y a las 2 p. m. realiza su primer disparo. El Abtao y la Magallanes se habían refugiado detrás de los 14 buques mercantes neutrales, en donde también se refugiaron los transportes chilenos Limarí y Paquete de Maule. Para no dañar los buques neutrales, el Huáscar dispará a intervalos y sobre seguro. También disparan los fuertes de tierra, pero en la batería del norte, al primer disparó del cañón de 300 libras, este saltó de su cureña y no pudo efectuar más tiros.
Un proyectil de 300 libras de la torre del Huáscar, impactó sobre el Abtao, destruyó el puente, saliendo herido Carlos Krugg, segundo comandante del buque; además, murieron 5 hombres y otros 6 salieron heridos. Otro proyectil hizo impacto, explotando sobre cubierta y se internó en las carbonenras, matando a 5 hombres e hiriendo a 5 más.
Los tiros terminaron a las 3:16 p. m., cuando el Huáscar dejó de disparar tras cesar los tiros de tierra y de los buques.

### Segunda fase
El Huáscar se acercó a 2300 m del centro de la bahía para tener una mejor puntería. A las 4:15 p. m., las baterías de tierra hacen fuego sobre el blindado peruano, pero los buques chilenos permanecieron ocultos tras los buques mercantes y no hicieron fuego en esta fase.
Un disparo de la batería “Bellavista”, uno de los últimos, destruyó la base de la chimenea del blindado peruano, matando al teniente 2° Carlos de los Heros y quedó herido el alumno de la Escuela de Condestables Alcídes Gutiérrez, hijo del coronel Silvestre Gutiérrez.
El fuego cesó a las 5:30 p. m., sin contestar las baterías de tierra los 3 últimos disparos del Huáscar.
Durante el combate, el Huáscar disparó 26 tiros de 300 libras y 2 de 40 libras. El Abtao disparó 42 tiros de 150 libras; la Magallanes, 7 tiros de 115 libras y 12 de 64 libras; las baterías de tierra, 1 tiro de 300 libras, 38 de 150 libras y 7 tiros de cañones Krupp.
El Huáscar se queda en la bahía hasta las 10 p. m., cuando divisa unos humos del sur y Grau ordena retirarse al norte para prevenirse de un combate contra el blindado chileno Blanco Encalada. En efecto, a las 11:15 p. m. ingresa a Antofagasta, el blindado Blanco Encalada con el transporte artillado Itata. Por órdenes de Rafael Sotomayor Baeza, Ministro de Guerra y Marina en Campaña desde el 20 de agosto, recién instalado en Antofagasta, el Blanco Encalada y el Itata viajan al sur a perseguir al Huáscar y al mismo tiempo, proteger a los transportes que estaban por llegar a Caldera, pero en la mañana del 29, a la altura de la caleta Blanco Encalada, recibe orden de regresar a Antofagasta porque se había avistado al Huáscar en Mejillones. El 30 llega a Antofagasta terminando su comisión.
El Huáscar fondea en Arica el 31 tras haber tocado Mejillones, Cobija, Tocopilla e Iquique.